# Caspar Fischer
Caspar (Kaspar) Fischer (Apatin, prije 7. prosinca 1772. — Apatin, 23. veljače 1829.) graditelj orgulja. Potomak doseljenika iz Njemačke. Otac je graditelja orgulja Ivana, koji je poslije njegove smrti nastavio voditi radionicu. 
Živio u Apatinu. Vjerojatno je da je umijeće orguljarskog zanata naučio je od majstora J. Rotha iz Bonyháda ili W. Cservenka iz Baje.
Orgulje je gradio u sjevernoj Hrvatskoj, Mađarskoj i Vojvodini. Od orgulja koje je napravio, u Hrvatskoj su poznate orgulje u župnoj crkvi u Osijeku (poslije preseljene u franjevački samostan u Tolisi), u Valpovu u župnoj crkvi BDM, u crkvama u Petrijevcima, a u Vojvodini u Apatinu, Sivcu, Čelarevu i Odžacima. Rad na orguljama u crkvi sv. Mihovila u osječkoj Tvrđi (s 20 registara) dovršio je njegov sin Ivan.
Orguljarskom zanatu naučio je druge poznate hrvatske graditelje orgulja, braću Andriju i Lorenza (Lovru) Fabinga te Pavla Pumppa i Antuna Werlea.